# Ángel Segura (Fußballspieler)
Miguel Ángel Segura ist ein ehemaliger mexikanischer Fußballspieler auf der Position eines Stürmers.

## Leben
Segura spielte 1942/43 in der noch auf Amateurbasis ausgetragenen Liga Mayor für den Club América, bei dem er auch während der ersten Jahre der neu eingeführten Profiliga unter Vertrag stand.
1945 wechselte er zum Stadtrivalen Atlante, für den er bis einschließlich zur Saison 1947/48 spielte und mit dem er die Meisterschaft der Saison 1946/47 gewann.
Ebenfalls 1947 gehörte Segura zur ersten Formation der mexikanischen Nationalmannschaft, die im Juli 1947 nach mehr als achtjähriger Unterbrechung zwei Freundschaftsspiele gegen die USA (5:0) und Kuba (3:1) bestritt. In beiden Spielen erzielte Segura jeweils in der 53. Spielminute ein Tor.

## Erfolge
- Mexikanischer Meister: 1946/47